# Капустино (Ярославская область)
Капу́стино — деревня Назаровского сельского округа Назаровского сельского поселения Рыбинского района Ярославской области .
Деревня расположена в центре сельского поселения, к северу от дороги, ведущей из Рыбинска в Тутаев (по левому берегу Волги), на удалении около 1 км от дороги и 2 км от берега Волги. Деревня стоит на правом обрывистом берегу небольшой речки, впадающей справа у самого её устья в Сундобу. На том же берегу ниже Капустино, у пересечения реки с дорогой стоит деревня Галзаково. К западу от Капустино на расстоянии около 500 м компактно стоят три деревни Маурино, Хорошилово и Протасово. К востоку, с другой стороны ручья на расстоянии около 1 км — долина реки Сундоба со множеством небольших деревень по обоим берегам .
Деревня Капустина указана на плане Генерального межевания Рыбинского уезда 1792 года.
На 1 января 2007 года в деревне числилось 15 постоянных жителей . Деревню обслуживает почтовое отделение, расположенное в центре сельского поселения Назарово .